# バウミール・ロールス
バウミール・ロールス（Valmir Louruz, 1944年3月13日 - 2015年4月29日）は、ブラジル・リオグランデ・ド・スル州ポルト・アレグレ出身のサッカー選手、サッカー指導者。

## 来歴
選手時代は17年間をプロサッカー選手として過ごし、パルメイラスやインテルナシオナルなどでプレーした。
監督としては、1998年にジュビロ磐田をナビスコカップ初制覇に、1999年にジュベントゥージをコパ・ド・ブラジル初制覇に導いた。クウェート代表監督時代の1992年にはオリンピック代表を率いてバルセロナオリンピックに出場した。
2015年4月29日に急死。

## 所属クラブ
- エルシリオ・ルスFC
- ECペロタス
- SEパルメイラス
- SCインテルナシオナル
- ロンドリーナEC
- SERカシアス・ド・スル
- コロラドEC
- CSA
- アソシアソン・シャペコエンセ・ジ・フチボウ
- ECジュベントゥージ

## 指導歴
- ECジュベントゥージ 1980
- CSA 1981-1983
- ECジュベントゥージ 1984
- GEブラジウ 1985-1986
- CSA 1986
- ロンドリーナEC 1987
- クルーベ・ナウチコ・カピバリベ 1988
- ECヴィトーリア 1989
- クウェート代表 1990-1993
- サンタクルスFC 1994
- ロンドリーナEC 1995
- トゥナ・ルーゾ・ブラジレイラ 1996
- パイサンドゥSC 1997
- ECペロタス 1997
- ジュビロ磐田 1998
- ECジュベントゥージ 1999
- SCインテルナシオナル 1999
- ECジュベントゥージ 2000
- フィゲイレンセFC 2001
- ヴィラ・ノヴァFC 2001-2002
- サン・ジョゼEC 2003
- ECペロタス 2003
- アル・アハリ 2003-2005
- CSA 2005-2006
- ECペロタス 2006-2007
- ドゥケ・デ・カシアスFC 2007-2008
- CRB 2009
- CEベント・ゴンサウヴェス 2009